# NGC 7058
NGC 7058 is een open sterrenhoop in het sterrenbeeld Zwaan. Het hemelobject werd op 8 september 1829 ontdekt door de Britse astronoom John Herschel.